# Ernst (Mosel)

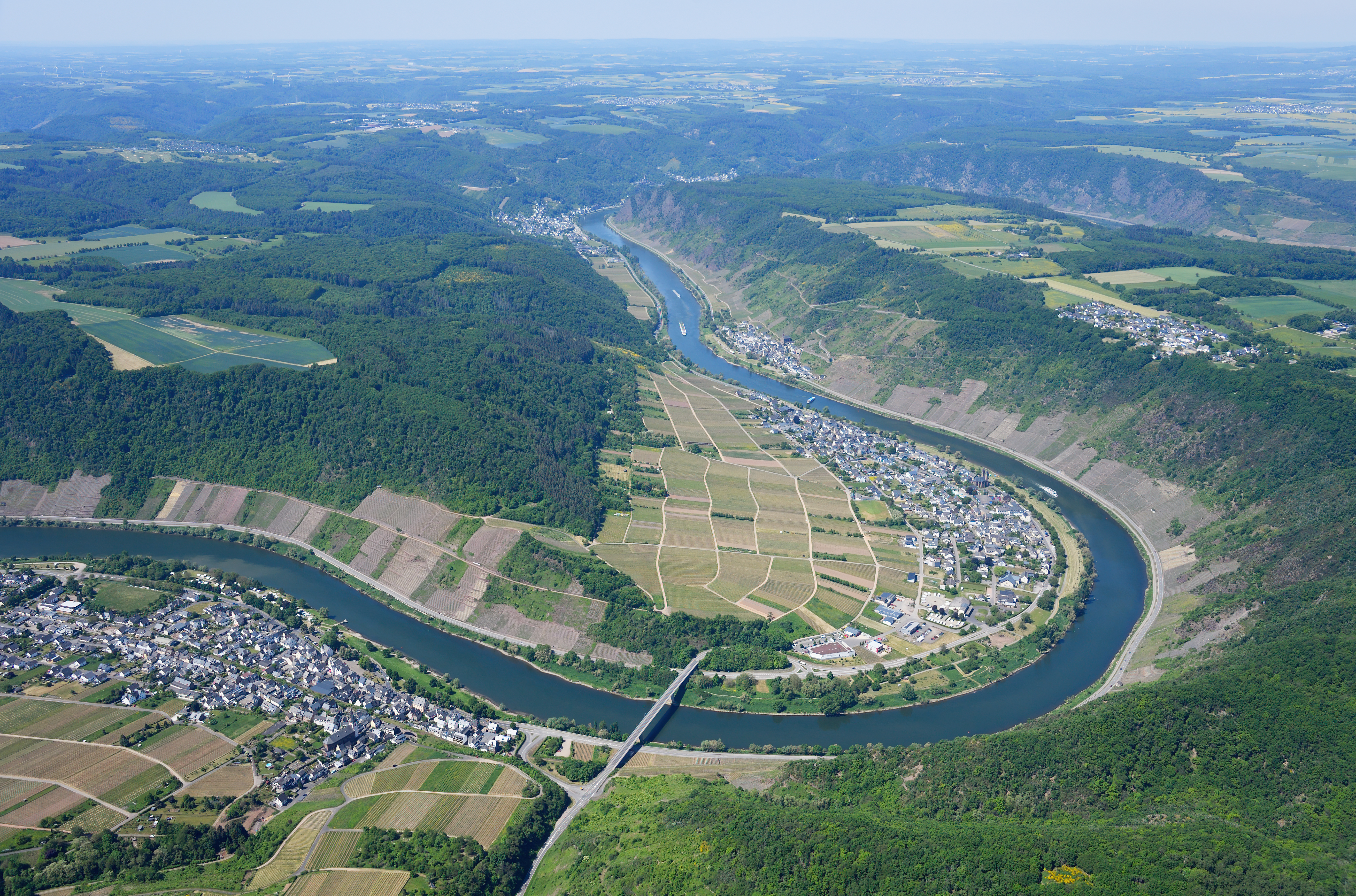
Ernst von Osten aus der Luft gesehen

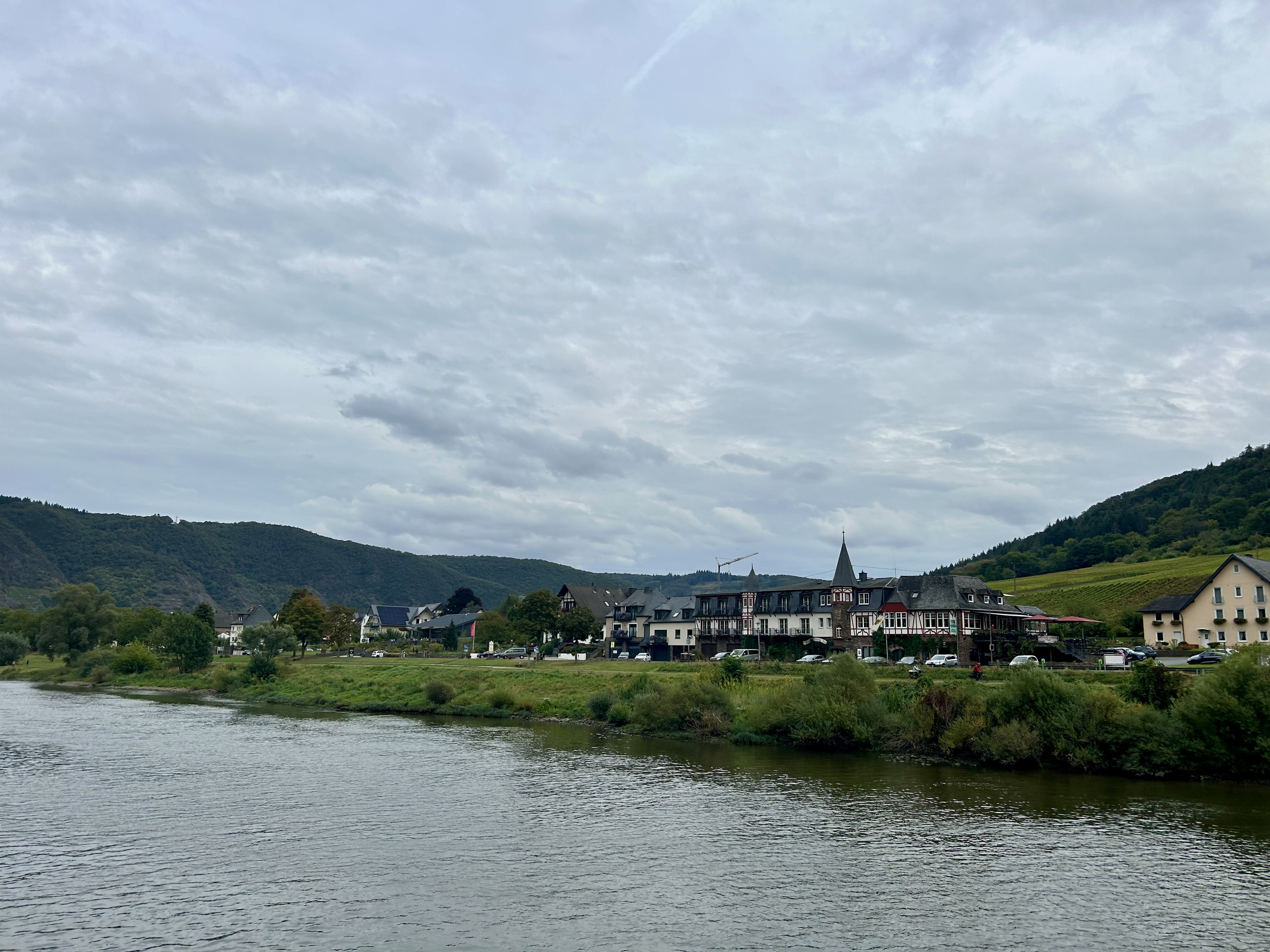
Blick auf Ernst

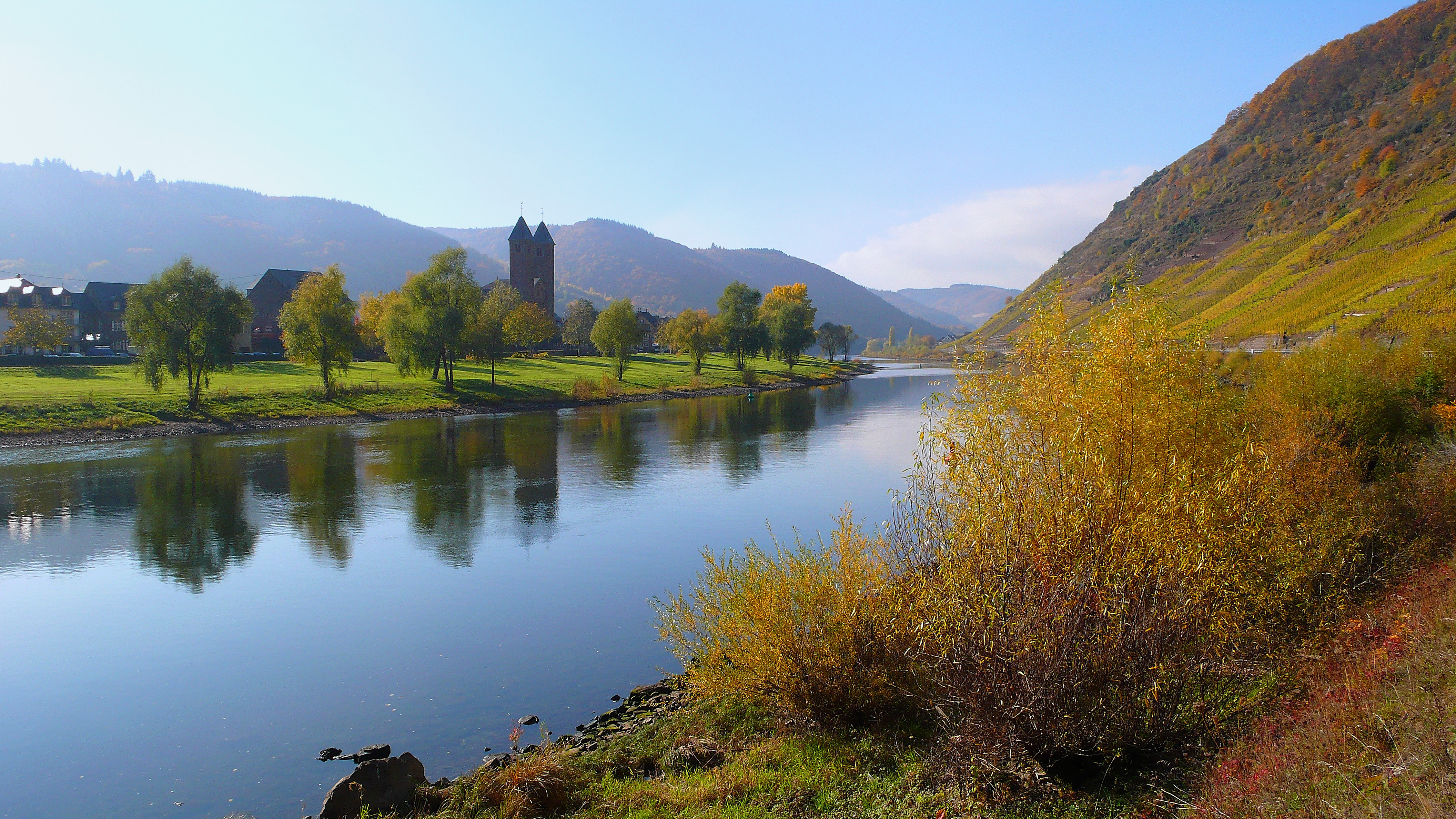
Ernst von dem rechten Moselufer aus

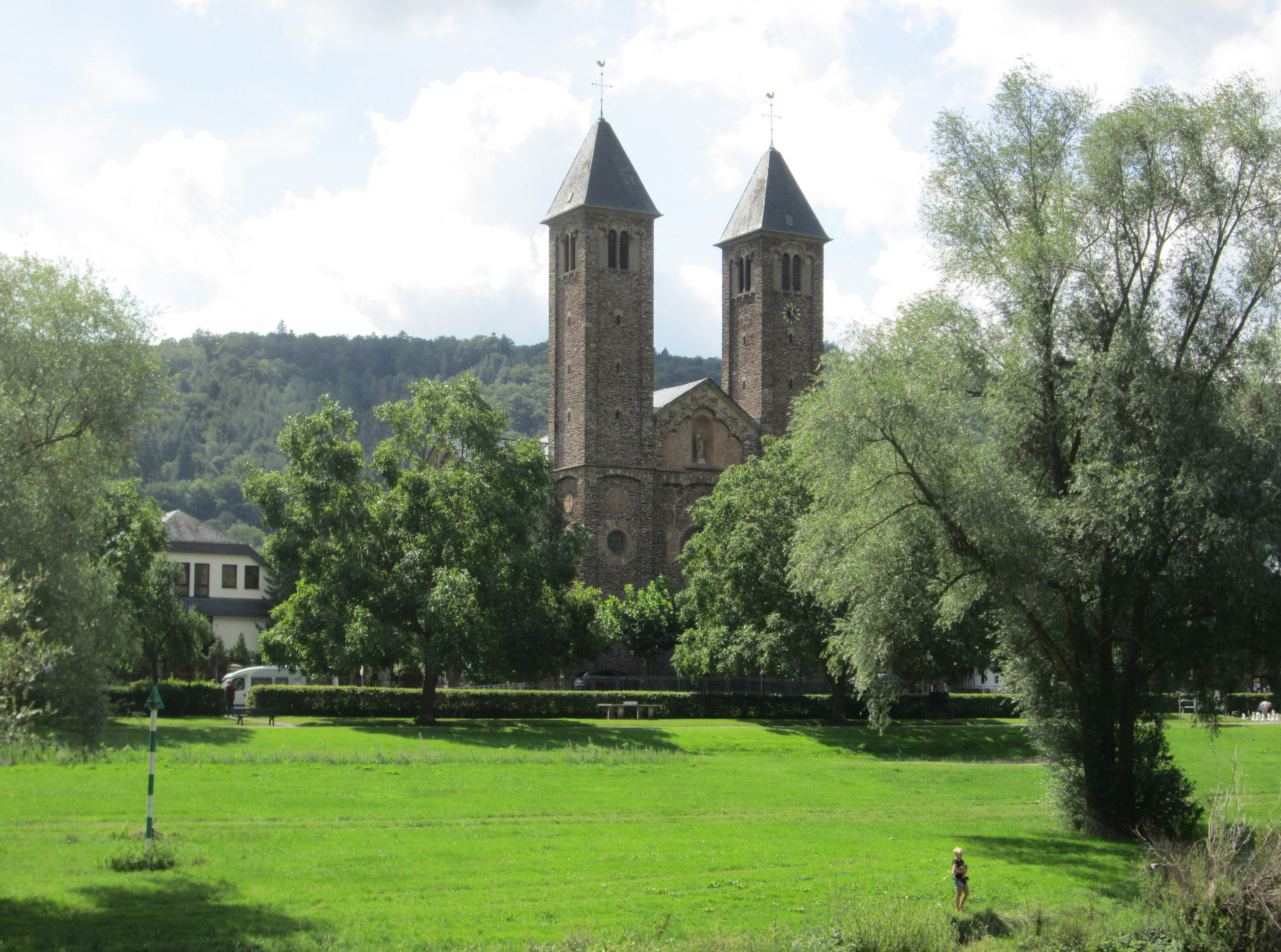
Pfarrkirche St. Salvator

Ernst ist ein Weinort an der Mosel. Die Ortsgemeinde gehört zum rheinland-pfälzischen Landkreis Cochem-Zell und gehört der Verbandsgemeinde Cochem an. Auf der gegenüberliegenden Moselseite liegt Valwig.

## Geschichte
Die Gemeinde Ernst wird 777/778 erstmals erwähnt. Die Urkunde wurde von Hilduin als im 10. Jahre der Regierung von Kaiser Karl unterschrieben.
Ernst ging aus zwei Ortskernen hervor, war aber – soweit bekannt – immer eine einzige Gemeinde. Oberernst ist der ältere Teil, während Niederernst, moselabwärts gelegen, sich nach der Stiftung einer Hofreite und eines Hofguts durch Cuno von Bettingen an das Kloster Stuben bei Bremm im 14. Jahrhundert stark vergrößert haben dürfte. Bereits 1545 gab es eine Gemeindeordnung für Ernst, die sich als „von alters her“ ausgibt, also wohl schon Vorläufer hatte. Rathaus und Kirche standen in Oberernst. Im Jahr 1480 gab es auch eine größere Kapelle in Niederernst.
Über das gesamte Mittelalter hindurch und bis zur Säkularisation waren etliche herrschaftliche und kirchliche Grundbesitzer in Ernst mit ihren Hofgütern präsent. Hierzu zählen in Niederernst der Stubener Hof des Klosters Stuben und der Paulins Hof des Klosters von Trier, sowie in Oberernst das Kesselstatter Hofhaus, das Hofgut der Warsburger und das kurfürstliche Hofhaus. Im späten 16. Jahrhundert wird ein ganzer Straßenzug mit vier Gebäuden, dem heute noch bestehenden großen Hof, von Nikolaus Reben in der Nähe des Hofgutes von Kloster Stuben errichtet. Um 1750 scheint Niederernst stärker als Oberernst angewachsen zu sein. Um diese Zeit baute man ein neues Rathaus in Niederernst an der heutigen Fährstraße. Es wurde nach Fertigstellung der Schule 1837 verkauft und durch einen Neubau ersetzt.
Ernst gehörte bis 1794 zum Kurfürstentum Trier, als es durch die französische Revolutionsarmee besetzt und die alte Ordnung beendet wurde. Als Teil Frankreichs war es dem Kanton Cochem zugeordnet. Nach dem Wiener Kongress wurde das Rheinland, und damit auch Ernst, dem Königreich Preußen zugeschlagen.
Die Weingartenstraße war über das gesamte Mittelalter hindurch die Hauptstraße der Gemeinde. Sie stellte die Verbindung von Niederernst nach Oberernst bis zur Fähre nach Bruttig her. Ernst war bis 1377 Pfarrfiliale der Pfarrei Bruttig, deshalb war eine Fährverbindung wahrscheinlich schon sehr lange in Betrieb. Als dann 1833 der Bau eines neuen Schulgebäudes anstand, wurde die Schule am Rande der „Viehweide“ Richtung Cochem errichtet. Die neue Kirche wurde 1845 gebaut und 1856 der neue Friedhof angelegt. Zur gleichen Zeit entstand die Moselstraße. Sie veränderte das Gesamtbild von Ernst nachhaltig. Vor allem in den Jahren ab 1860 bis 1910 wurde sie fast komplett einseitig bebaut und hat dabei ihr heutiges Aussehen erhalten. Dabei spielte auch die für den Weinbau erfolgreiche Zeit eine entscheidende Rolle. Der Moselwein war modern und beliebt geworden, und die Winzer verdienten gutes Geld, welches ihnen den Bau großer, dekorativer Steinhäuser ermöglichte. Sicherlich hatte auch die Errichtung der Pfarrkirche Einfluss auf die Gestaltung der neuen Häuser. Der Charakter der Moselstraße ist bis heute erhalten geblieben.

## Politik

### Gemeinderat
Der Gemeinderat in Ernst besteht aus zwölf Ratsmitgliedern, die bei der Kommunalwahl am 9. Juni 2024 in einer Mehrheitswahl gewählt wurden, und dem ehrenamtlichen Ortsbürgermeister als Vorsitzendem.

### Bürgermeister
Elmar Johann wurde am 25. September 2024 Ortsbürgermeister von Ernst. Da für die Direktwahl am 9. Juni 2024 kein Wahlvorschlag eingereicht wurde, oblag die Neuwahl des Bürgermeisters gemäß rheinland-pfälzischer Gemeindeordnung dem Gemeinderat. Dieser entschied sich in seiner vierten Sitzung mehrheitlich für Elmar Johann.
Bernd Schüller war von 2019 bis 2023 Ortsbürgermeister. Bei der Direktwahl am 26. Mai 2019 war er mit einem Stimmenanteil von 92,31 % für fünf Jahre gewählt worden. Im November 2023 legte er sein Ehrenamt jedoch vorzeitig nieder. Bis zur Kommunalwahl 2024 wurden die Amtsgeschäfte daher von den Beigeordneten ausgeübt.
Schüllers Vorgänger Joachim Barden hatte das Amt von 2014 bis 2019 inne.

## Pfarrkirche St. Salvator
Die doppeltürmige Pfarrkirche St. Salvator, 1845 im neoromanischen Stil aus rheinischem Schiefer erbaut, ist das Wahrzeichen von Ernst. Für den Ort war es ein Glücksfall, dass Johann Claudius von Lassaulx als Architekt gewonnen wurde. Als Kirchenbauer hatte er sich einen weit über das Rheinland hinaus reichenden Namen gemacht. Seine persönliche Neigung zum historischen und besonders zum Rundbogenstil bescherte die heute als Krönung seines Schaffens angesehene Kirche. Von Experten wird die Ernster Kirche als die Summe aller Erfahrungen als Kirchenbauer und Denkmalpfleger, die Lassaulx in seiner mehr als 25-jährigen Sakralbautätigkeit erwerben konnte, angesehen.
Von außen ergibt sich das Bild einer Kreuzkuppelkirche mit Doppelturmfassade. Ganz in unverputztem Bruchsteinmauerwerk mit eingebauten Zierelementen aus rotem und weißem Sandstein ausgeführt, ergibt das Bauwerk ein ungeahntes, lebhaftes, farbiges Gesamtbild. Alle Fenster sind mit rotem Sandstein Gewände ausgeführt. Die Gesimssteine in weißem Sandstein sind insgesamt sehr schön strukturiert. Besonders auffällig ist die straßenseitige Doppelturmfassade. Über einem in Rotsandsteinprofil überfangenem Portal ist ein großes Rundfenster mit reich profiliertem Rotsandstein-Gewände zur Beleuchtung der Orgelempore angeordnet. Zierflächen, die abwechselnd aus Bruchstein und rotem Stein gemauert sind, rahmen dieses ein, wie auch alle rundbogigen Gewändeteile der Kirchenfenster. Der Blendrahmen des Giebelfeldes zum Ortgang ist stufenförmig abgeschlossen. Die Zwickel sind ausgefüllt mit dreieckigen Tuff-Werksteinen.
Das Innere der Kirche stellt sich als quadratische, dreischiffige und dreijochige Hallenkirche dar. Im Bereich des mittleren Joches weitet sich der Kirchenraum querschiffartig aus. In das quadratische Schiff sind vier Rundsäulen so eingestellt, dass ein großes Joch in der Mitte, von kleineren rechteckigen flankiert wird und in den Ecken kleine quadratische Joche ausgeschieden sind. Über den quadratischen Deckplatten der Kapitelle sitzen senkrecht die für Lassaulx typischen Bögen. Den Kanten der Gurte, die die querschiffähnliche Erweiterung, den Chor und das Joch zwischen den Türmen vom Schiff trennen, sind Stuckwulste unterlegt.
Nach Süden öffnet sich das Mittelschiff zum Chor, der über einem dreiviertelrunden Grundriss gebaut ist. Diese Chorgestaltung wurde zum ersten Mal in der Weißenthurmer Trinitatis-Kirche von Lassaulx realisiert. Das direkte Vorbild für diese Lösung zeigt die Kapelle auf der Oberburg Kobern. Unmittelbar vor dem Weißenturmer Auftrag 1835 ist diese von Lassaulx restauriert worden und er ist so fasziniert von dieser Chorgestaltung, dass er sie publiziert und in allen weiteren Kirchenbauten zur Anwendung bringt. Außer in Ernst findet sich diese Konzeption auch in Nickenich und Boppard.
Der Chorraum ist um 5 Stufen erhöht und mit einem sechsteiligen Gratgewölbe überdeckt. Die sich ergebenden Schildbögen zeichnen sich als Halbkreis auf der runden Chorwand ab. In den äußeren Blendfeldern der Schildbögen beleuchten zwei Rundbogenfenster wirkungsvoll den Altar.
Die beiden Seitenaltäre stammen aus der alten Pfarrkirche. Es sind Sandsteinaltäre, die aus der Hoffmannschule stammen könnten, und 1610 bzw. 1620 geschaffen wurden.
Am 25. Juli 1853 konsekrierte Bischof Arnoldi im Beisein von 21 Geistlichen aus der Umgebung die Kirche. Östlich der Kirche, also Richtung Oberernst, wurde 1856 der Friedhof angelegt.
Siehe auch: Liste der Kulturdenkmäler in Ernst

## Persönlichkeiten

### In Ernst geboren
- Peter Homphaeus II (um 1470–1537), Priester, Wissenschaftler und Lehrer
- Johann Georg Reitz (1875–1944), Priester, Historiker und Heimatforscher

### Mit Ernst verbunden
- Anke Beilstein, Landrätin des Landkreises Cochem-Zell

## Sonstiges
Ernst nahm 2005/2007 am Wettbewerb Unser Dorf hat Zukunft teil. Beim Kreis- und beim Bezirksentscheid wurde Ernst Sieger. Beim Landesentscheid erreichte Ernst den 2. Platz und die Qualifikation zur Teilnahme am Bundesentscheid, bei diesem dann eine Silbermedaille. Erstmals hatte damit eine Gemeinde des Kreises die Teilnahme am Bundesentscheid erreicht.